# Välinge kyrka
Välinge kyrka är en kyrkobyggnad i Välinge. Den är församlingskyrka i Välinge-Kattarps församling i Lunds stift. 

## Kyrkobyggnaden
Av den ursprungliga kyrkan återstår numera ingenting. Den bestod av ett kor, ett långhus och en absid. Den äldsta delen av den nuvarande kyrkan är kyrktornet som tillfogades medeltidskyrkan ungefär 1500. År 1855–1856 revs stora delar av kyrkan och byggdes om. År 1926 tillkom en sakristia vid norra sidan.

## Inventarier
Av den gamla kyrkans inventarier finns ännu åtskilligt bevarat: predikstolen, enligt en inskrift på korgens insida anskaffad 1631 av Stephan Olufsen, är ett vackert renässansarbete snidat i kraftiga om än något råa former. Enligt Välinge kyrkas inventarium från 1830 fanns på nedre delen av predikstolskorgen en inskription. Av den får man dra slutsatsen att den 1630 avlidne ägaren till Rögle gods herr Knud Grubbes andra hustru Thale Gyldenstierne skänkt predikstolen till församlingen. 
I vardera av de fem hörnen står en kvinnofigur, som symboliserar tron, hoppet, kärleken, rättvisan och domen. I nischerna på de fyra sidorna finns skulpturer föreställande de fyra evangelisterna med sina attribut. Ännu på 1800-talet fanns över predikstolen en baldakin, vilken blivit fördärvad genom maskangrepp. 
Altartavlan är en kopia av Anthonis van Dycks Kristi gravläggning. Den är utförd av konstnären Nils Månsson Mandelgren, som lär ha varit bosatt i kullabygden i mitten av 1800-talet. Den bär inskriften: "Gudi till ära och detta Thempel till en prydnad blef denna tafla år 1851 anskaffad Och vid ombyggnaden af välinge kyrcka 1856 ånyo uppsatt, då Häradsprosten Magister J. M. Fack var kyrkoherde härstädes". På 1600-talet ägde kyrkan en altartavla som framställde korsfästelsescenen. Ett fragment av den finns uppsatt över dörren från tornrummet till kyrkan. 
Dopfunten av ignabergakalksten är anskaffad 1931, men av den ursprungliga dopfunten har mässingsfatet bibehållits. Detta har förutom en framställning av bebådelsen en inskription, "I. K. E. G. 1637", som utvisar att det skänkts av Ivar Krabbe till Vegeholm och hans hustru Edela Grubbe, dotter till förut nämnde Knud Grubbe och hans andra hustru Thale Gyldenstierne. Givarnas vapensköldar finns även ingraverade, samt en längre inskrift som tyvärr är oläslig. 
På altaret finns bland annat två malmljusstakar, som redan 1663 tillhörde kyrkans inventarier. Av de tre kristallkronorna är en av 1600-talstyp och två av 1700-talstyp. Den större av dessa inköptes 1872 och torde ha tillhört prosten J. M. Fack. Den andra har skänkts till kyrkan av godsägare Gabriel Olsson, Rögle säteri. Främst i raden, närmast altaret hänger en malmkrona med inskriften: "Denne lysekrone forärer Christian Erman og Margareta Cassia till guds äre og Wellinge kirckes beprydelse aar Christi MDCLXXIV". Denna krona lämnade församlingen på 1800-talet, men återskänktes till kyrkan 1928 av grosshandlare Hilmer Åberg, Stockholm. Han hade köpt den på en konstauktion. 
På var sin sida om ingången till sakristian finns två intressanta gravstenar, som tidigare haft sin plats på golvet framför koret. Den äldsta av dessa är en minnesvård över två sondöttrar, Birtte och Buelde, och en dotter Elsebet till Nils Krabbe till Vegeholm och hans hustru Birtte Skave. Gravstenen är enligt inskriften huggen på Vegeholms borg den 10 augusti 1594. Den andra stenen är ett mycket vackert skulpturarbete och föreställer riddaren Jakob Grubbe, död 5 oktober 1604 och hans fru Citzele Geddi till Rögle, död de 24 maj 1607. 
I tornrummet hänger ett så kallat votivskepp. Det är skänkt av en kapten J. Ewerlöf 1784. Av kyrkans två klockor är den största skänkt av greve Gustaf Otto Stenbock och omstöpt 1671. Den andra, som är skänkt av prosten J. M. Falck 1840, bär inskriften: "När mitt ljud ditt öra rörer skynda dig till Herrans hus, där man Herrans sanning hörer och upplyses av hans ljus, helgedagen fira så, att du Herrans nåd kan få". 
Framför altarringen lägger man märke till fyra golvkandelabrar, rikt utsirade och försedda med kyrkliga symboler och bibelord. Dessa kandelabrar är skänkta av kyrkliga arbetsföreningen i Välinge 1948 och ha utförts av arkitekten G. Widmark, Helsingborg. 
Orgelverket, byggt 1926 av A. Magnussons orgelfabrik, Göteborg, har 12 stämmor, 2 manualer och pedal. Bland andra sevärdheter kan nämnas nattvardskalken från 1600-talet och mässkruden från år 1637 med silverkrucifix och adelsvapen, en svart mässkrud från 1837, en röd mässkrud skänkt av godsägare Sture Brunnström 1926 och en vit, skänkt av Välinge arbetskrets 1955.

### Orgel
- 1875 byggde Anders Victor Lundahl, Malmö en orgel med 8 stämmor.
- 1926 byggde A. Magnussons Orgelbyggeri AB, Göteborg en orgel med 12 stämmor.
- Den nuvarande orgeln byggdes 1978 av A. Mårtenssons Orgelfabrik AB, Lund och är en mekanisk orgel.

| Huvudverk I         | Svällverk II      | Pedal            | Koppel |
| Principal 8'        | Gedackt 8´        | Subbas 16´       | I/P    |
| Rörflöjt 8'         | Fugara 8'         | Gedacktpommer 8' | II/P   |
| Oktava 4'           | Principal 4'      | Koralbas 4'      | II/I   |
| Gemshorn 2'         | Spetsflöjt 4'     |                  |        |
| Sesquialtera 2 chor | Blockflöjt 2'     |                  |        |
| Mixtur 4 chor       | Nasat 1 1/3'      |                  |        |
|                     | Skalmeja 8'       |                  |        |
|                     | Tremulant         |                  |        |
|                     | Crescendosvällare |                  |        |